# Samcor
La South African Motor Corporation (conosciuta anche come SAMCOR) era una casa produttrice di automobili del Sudafrica. La sua sede era a Pretoria.
L'azienda fu fondata nel 1985 dalla fusione della Ford sudafricana con la Anglo-American Motor Corporation allo scopo di produrre il modello Mazda per il mercato locale. Nel 1988, Ford si ritirò dalla produzione in Sudafrica cedendo le sue quote della Samcor.
Samcor produsse automobili e veicoli commerciali per Ford, Mazda e Sao Penza. Inoltre costruì veicoli commerciali acquisendo le licenze da Mitsubishi, che furono poi venduti sotto il nome Ford Husky.
Nel 1992 l'azienda cominciò ad esportare le proprie automobili all'estero (Kenya, Zimbabwe, Australia, Nuova Zelanda e Regno Unito).
Nel 1994, Ford riacquistò il 45% delle quote di Samcor rilevando il restante capitale azionario nel 1998 e rinominando di conseguenza l'azienda Ford Motor Company of Southern Africa.